# 琳达·卡思伯特
琳达·卡思伯特（英語：Linda Cuthbert，1956年5月20日—），加拿大女子跳水运动员。她曾代表加拿大参加1975年和1979年泛美运动会跳水比赛，获得二枚铜牌。她也曾参加1978年英联邦运动会。